# Cornelis Janszoon Meijer
Cornelis Jansz Meijer (Amsterdam, 1629 – Rome, 1701) was een Nederlandse waterstaatkundig ingenieur. Hij werkte onder andere in Italië aan de verbetering van de afvoer van de Tiber. In de Italiaanse literatuur wordt hij Cornelio Meyer genoemd.

## Jeugd en opleiding
Hij is de zoon van Jan Barentsz, wieldraaier te Amsterdam en Annetje Otten. Hij is gehuwd met Hester Deymans (ca. 1630-1667) op 6 Juni1648 in Amsterdam. Hij behoorde tot de Lutherse kerk, maar is in Rome in 1685 overgestapt op het rooms-katholieke geloof.

## Werken in Italië
In de zeventiende eeuw werd Nederlandse waterbouwkundige expertise ook veelvuldig ingezet in het buitenland. Zo werkte een aantal Nederlandse ingenieurs in Italië, zoals bijvoorbeeld Gillis van den Houte, Nicolaas van der Pellen en Nicolaas Cornelisz. de Witt. In 1675 kwam Cornelis Meijer in Rome, naar eigen zeggen had hij daarvoor ook gewerkt voor het stadsbestuur van Venetië. In Rome maakte hij in het laatste kwart van de zeventiende eeuw furore als waterbouwkundig ingenieur. Maar Meijer was niet alleen technisch geschoold, hij was ook een kunstenaar die zijn technische ideeën uitstekend verbeeldde. Daarbij werd hij geassisteerd door de ook in Rome wonende kunstenaar Caspar van Wittel. En dat droeg zeker bij aan zijn succes. Hij stelde ook voor om de verbinding van Rome naar zee te realiseren door het graven van een kanaal vanaf de Tiber naar de lagune van Maccarese. Daar lag een klein riviertje dat in zee uitmondde en grotendeels was omsloten door een schoorwal. Het voorstel van Meijer was om met scheepskamelen de schepen vanuit het binnenwater over te zetten naar zee.

## De Pontijnse Moerassen

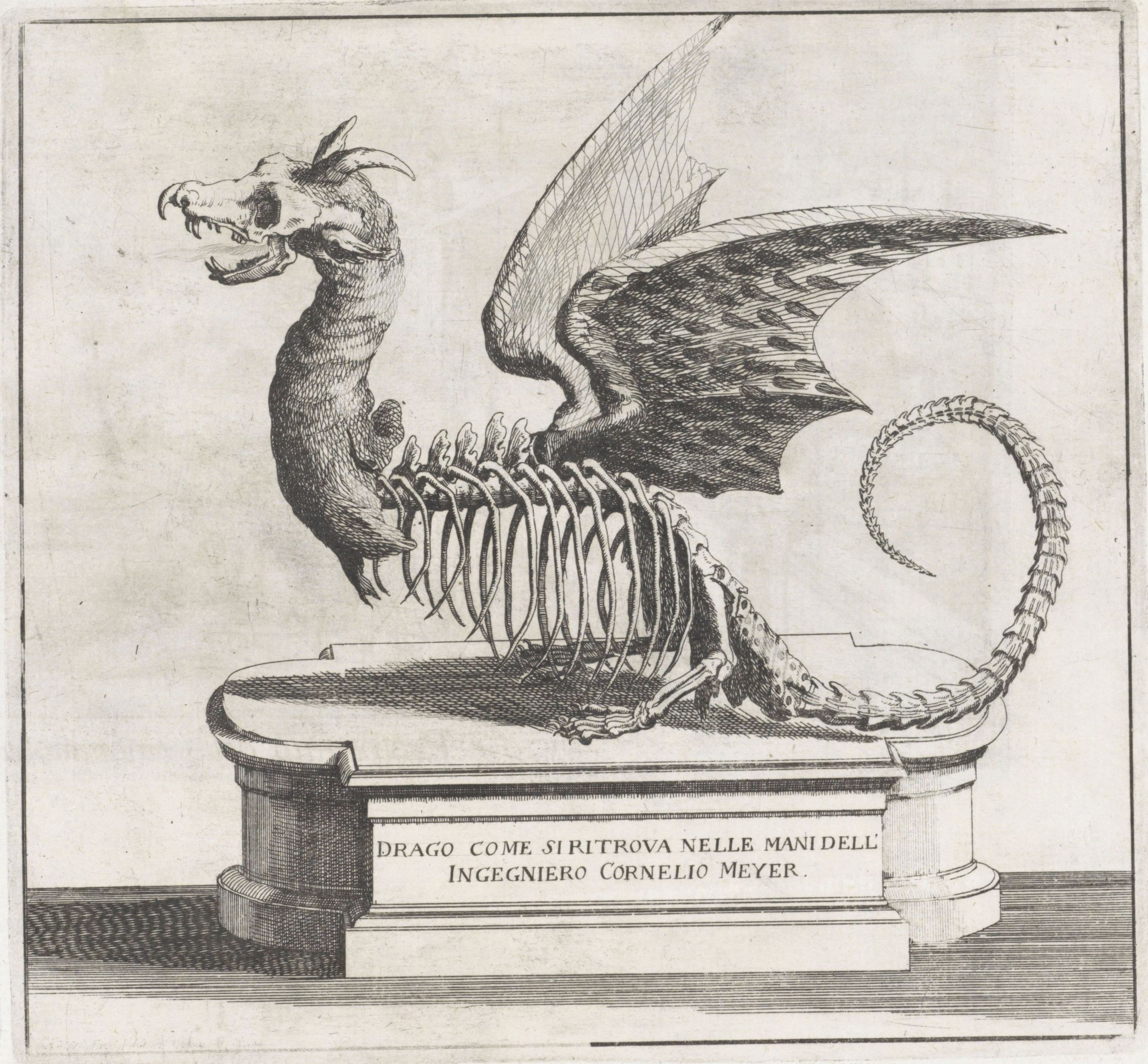
De Pontijnse Draak

Hij liet de Pontijnse moerassen in kaart brengen en gaf in zijn memorie „Del modo di seccare le Paludi Pontine", een voorstel tot drooglegging met uitvoerige toelichting. Na veel tegenwerking van de Camera Apostolica werd eindelijk in 1699 octrooi verleend aan Meijer in compagnieschap met den Hertog van Bracciano (Livio Odescalchi). In 1701 hij en Don Livio Odescalchi en Otto Meijer, de zoon van Cornelis, zetten de onderneming voort. In 1707 werd Otto echter door de ten opzichte van het werk vijandige bewoners verjaagd, het werk werd vernield en verlaten en in 1715 de concessie nietig verklaard. In 1720 was alles weer moeras. Tussen 1926 en 1936 werd ook de ontwatering van het gebied weer ter hand genomen door het fascistische regime van Mussolini. Pas toen was het nationale bestuur in staat om de lokale weerstand te breken.
Volgens volksverhalen woonde er in de moerassen een draak. Meijer beweerde op een gegeven moment deze draak waargenomen te hebben en zelfs een skelet van de draak gevonden te hebben, waar hij een paar gravures van gemaakt heeft.

## Verbeteringswerken van de Tiber

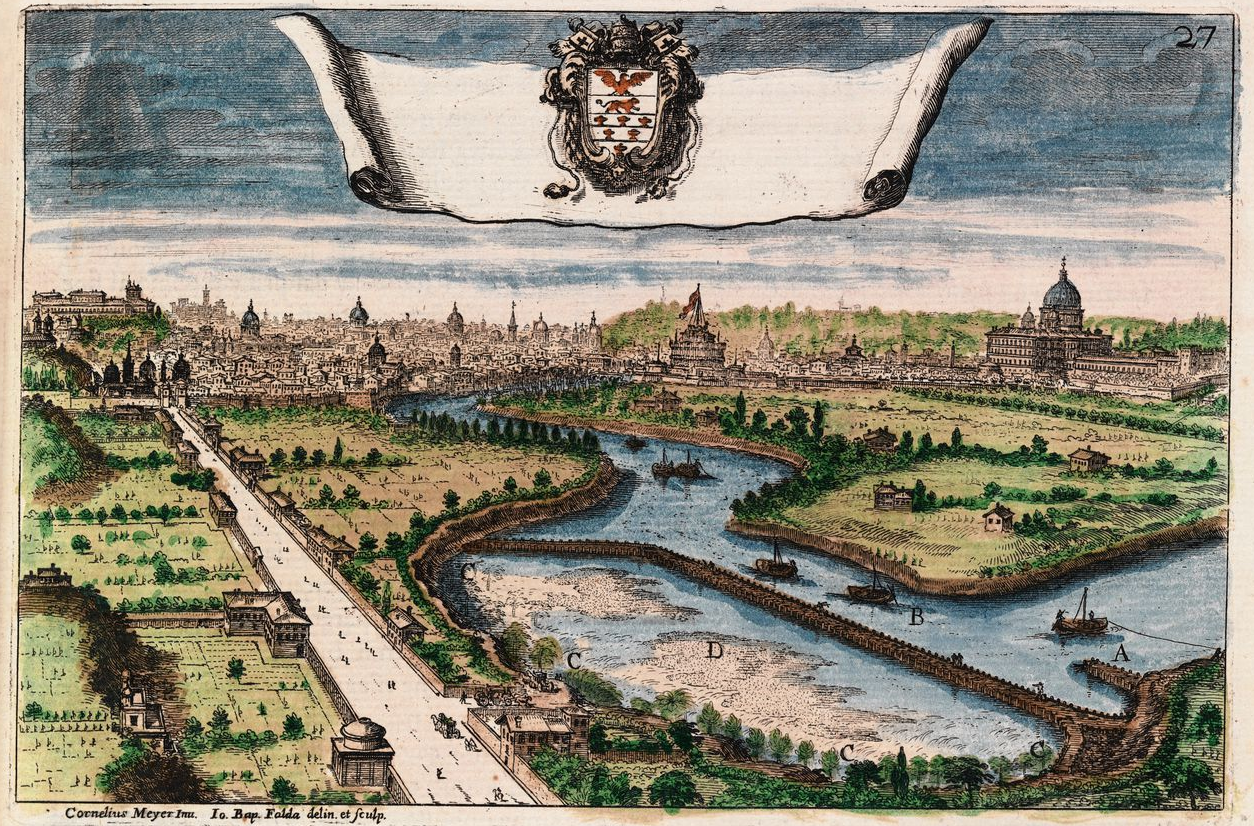
De Oeververdediging (passonata) ter bescherming van de Via Flaminia bij Rome (prent van Cornelis Meijer uit 1696)

Behalve met de Pontijnse moerassen heeft Meijer vele andere werken uitgevoerd, zoals verbetering van de Tiber, waardoor Rome veel minder van overstroming te lijden had (1676—1678). De Tiber maakte bij Rome net buiten de Porta del Popolo een scherpe bocht (bij de Villa di Papa Giulio). Hier waren al een aantal oevervoorzieningen gemaakt die regelmatig bezweken. Meijer heeft hier een beschoeiing ontworpen (passonata) die de bevaarbaarheid van de Tiber aanzienlijk verbeterde en de erosie van de oever verminderde. Deze erosie gaf problemen voor de doorgaande weg (Via Flaminia, de weg naar Rimini). Later heeft hij ook stroomopwaarts vergelijkbare oeververdedigingen aangelegd. Hij kwam daarbij in conflict met de Italiaanse ingenieur Carlo Fontana, die hem ervan beschuldigde inferieur werk te leveren (dit terwijl de door Fontana gemaakte verdediging veel kostbaarder was en al een aantal malen bezweken was. Hij heeft het ontwerp gemaakt van een beschoeiing aan de Ponte Felice in de Tiber (1694). Ook maakte hij plannen tot het bevaarbaar maken van de Tiber tussen Perugia en Rome voor een betere verbinding van Rome met de zee (De lineatione del stagno di Maccarese, &c, Roma, 1681), waarop de paus afwijzend beschikte. Meijer was een heel pragmatisch ingenieur. Eén van de problemen met de bevaarbaarheid van de Tiber was dat er veel grote rotsblokken op de bodem lagen. Die waren onder water nog wel te tillen door twee man, maar boven water niet meer. Hij kwam met het voorstel om het rotsblok wat op te tillen, een deels afgezonken boot er onder te varen en de boot daarna leeg te pompen.

## Andere werken

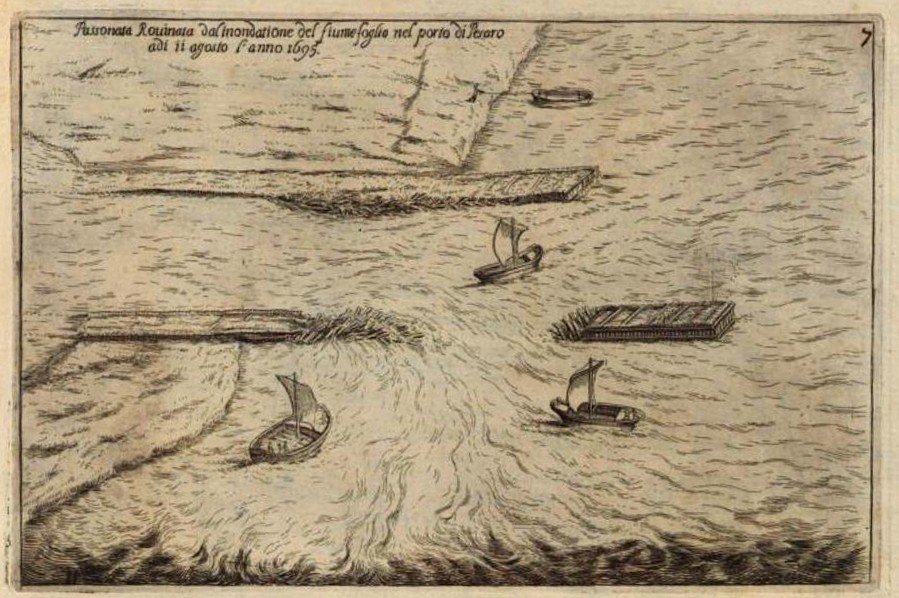
De haven van Pesaro voor de herstelwerkzaamheden van Cornelis Meijer

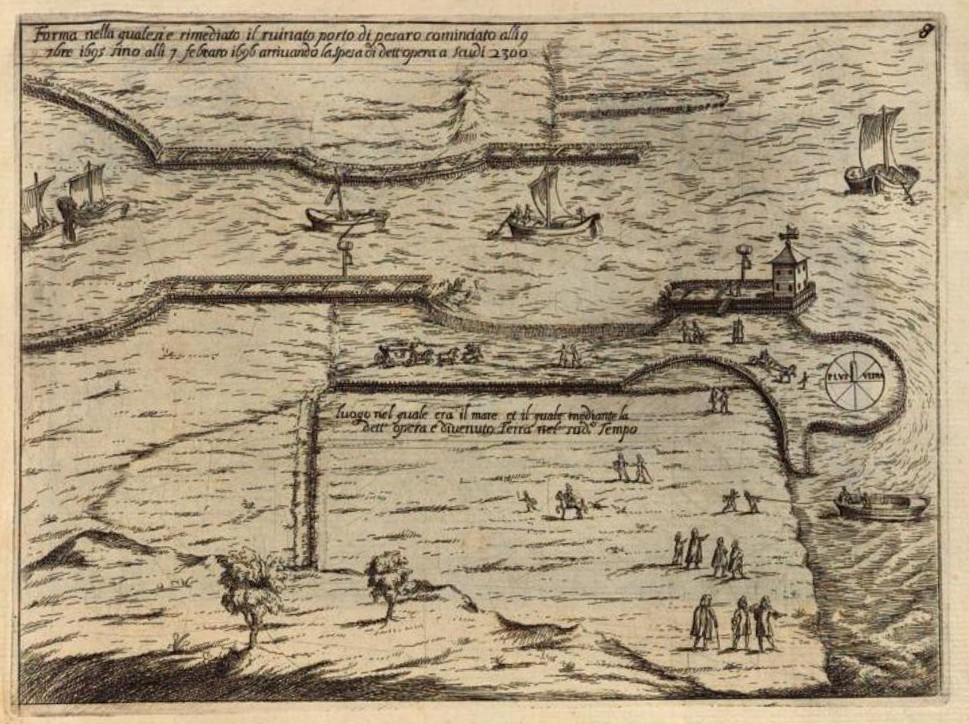
De haven van Pesaro na de herstelwerkzaamheden van Cornelis Meijer

In samenwerking met zijn zoon slaagde hij er in 5 maanden tijds in de haven van Pesaro te herstellen, die door storm zo goed als geheel verwoest was. Hij werkte ook aan een betere waterafvoer van de Arno in de omgeving van Pisa (1680). Verder werkte hij aan de havens van Fano en Ancona
Tegen aanvallen van door ijverzucht gedreven Italiaanse zijde gaf Meijer een verweerschrift uit: „L'arte di restituire a Roma la tralasciata Navigazione del suo Tevere", waarin beschrijvingen voorkomen van heiwerken, zinkstukken, boringen, overhalen, droogdokken en zelfs van een soort automobiel, met daarbij veel kaarten en tekeningen.

## Uitvindingen

Een overtoom in de Tiber ontworpen door Meijer, tekening van Capar van Wittel

Aan hem wordt soms wel de uitvinding van de scheepskameel toegeschreven, maar dat is onjuist. Hij is wel bekend geworden door het stimuleren van scheepskamelen in Ialië. Ook heeft hij de nodige overtoomconstructies ontworpen. Van zijn hand is ook een ontwerp van een combinatie van een overtoom en een scheepskameel. Ook heeft hij een aantal verbeteringen aangebracht op het gebied van rijtuigen. Zie hiervoor zijn publicatie "Nuoui ritrouamenti dati in luce dall'ingegneiro ...." uit 1689

## Trivia
Naar aanleiding van een financieel conflict met het Pauselijk bestuur heeft hij in 1695 een memoriaal ingediend bij het bestuur, waarin hij zijn verdiensten en afkomst nogal ophemelt. Zo schrijft hij dat hij van "de meest Edele Familiën van Amsterdam" afstamt en dat zijn broer lange tijd gouverneur en onderkoning van de Hollandsche Republiek in Oost-Indië was. Hij zou van huis uit zo vermogend geweest zijn dat hij in Amsterdam een "museum" had dat vermaard was en door o.a. de koning van Engeland en Denemarken bezocht is. Het stadsarchief Amsterdam heeft echter documenten waaruit blijkt dat hij de zoon van een wieldraaiersmeester is. En in de VOC-archieven is zijn broer nergens te vinden. Hij beweert dat hij al die bezittingen heeft moeten verkopen voor een bedrag van 400000 gulden om zijn kosten in Rome te betalen. Uit notarisstukken in Amsterdam blijkt dat er inderdaad een verkoping geweest is van edelstenen; de waarde daarvan was echter ongeveer 2000 gulden. Overigens was van 1645 tot zijn dood in 1708 in Amsterdam een juwelier werkzaam met de naam Cornelis Meyer. Voor zever bekend is dit geen familie.
- Biblioteca Nacional de España: XX1692409
- Bibliothèque nationale de France: cb10632512p (data)
- Biografisch Portaal: 44918314
- Catàleg d'autoritats de noms i títols de Catalunya: 981058617475306706
- Digitale Bibliotheek voor de Nederlandse Letteren: meij132
- Gemeinsame Normdatei: 1019618019
- International Standard Name Identifier: 0000 0003 9844 1332
- Library of Congress Control Number: n87921706
- Nationale Bibliotheek van Tsjechië: ola2012718900
- Nederlandse Thesaurus van Auteursnamen: 241517117
- RKD-Nederlands Instituut voor Kunstgeschiedenis: 54930
- Istituto Centrale per il Catalogo Unico: CFIV225925
- Union List of Artist Names: 500005459
- Virtual International Authority File: 268544628
- WorldCat: E39PBJkXxWvcmddGJH7G77FFrq